# Beniamin (Pucek-Hryhorowicz)
Beniamin, imię świeckie: Wasyl Grigorjewicz Pucek-Hryhorowicz, (ur. 1706 w Łochwicy, zm. 10 czerwca?/21 czerwca 1785 w Kazaniu) – metropolita Rosyjskiego Kościoła Prawosławny pochodzenia ukraińskiego.

## Życiorys
Urodził się w rodzinie podoficera kozackiego pułku łubieńskiego, w guberni połtawskiej. Ukończył Kijowską Akademię Duchowną. Od 1733 był wykładowcą seminarium duchownego w Kazaniu. W 1740 złożył wieczyste śluby mnisze, zaś w roku następnym został prefektem seminarium. W 1744 otrzymał godność archimandryty, został wyznaczony na przełożonego monasteru Przemienienia Pańskiego w Kazaniu i rektora seminarium w Kazaniu. Pracował również w eparchii kazańskiej jako misjonarz, wyjeżdżając w tym celu na obszary zamieszkiwane przez Mordwinów i Tatarów. Od 1746 do 1748 służył w jednej z cerkwi Petersburga.
14 sierpnia 1748 miała miejsce jego chirotonia na biskupa niżnonowogrodzkiego i arzamaskiego. Po pięciu latach został przeniesiony na katedrę twerską, zaś w 1758 - na pskowską. Od 1761 do 1762 był metropolitą petersburskim i honorowym przełożonym Ławry św. Aleksandra Newskiego. Jego usunięcie z najbardziej prestiżowej katedry w ówczesnym Rosyjskim Kościele Prawosławnym miało związek z wstąpieniem na tron carski Katarzyny II, która nie życzyła sobie, by najwyższe godności w Kościele obejmowali duchowni pochodzący z Ukrainy Lewobrzeżnej. Następnie od 1762 do 1782 sprawował urząd metropolity kazańskiego i swijaskiego. Po powstaniu Pugaczowa został niesłusznie oskarżony o sprzyjanie rebelii i przez pewien czas przebywał w areszcie domowym, ostatecznie zarzuty te został cofnięte. W 1782 został przeniesiony w stan spoczynku z godnością honorowego przełożonego Pustelni Siedmiojeziornej w Kazaniu. Zmarł w tymże klasztorze w 1785 i został pochowany w jego głównym soborze.
Znający duchownego osobiście archimandryta Platon (Lubarski) opisał go jako człowieka czystego serca, kochającego sprawiedliwość, gościnnego, gotowego wspierać ubogich, obdarzonego wszelkimi zaletami, jakie powinien posiadać hierarcha kościelny.